# Siegfried Kracauer
Siegfried Kracauer, född den 8 februari 1889 i Frankfurt am Main, död den 26 november 1966 i New York, var en tyskfödd konstkritiker, sociolog och filmteoretiker, som från 1933 var verksam i Frankrike och efter 1941 i USA.

## Biografi
Kracauer kom från en judisk familj ur medelklassen och studerade arkitektur 1907–1913 och avlade teknisk doktorsexamen 1914. Han arbetade därefter som arkitekt i Osnabrück, München och Berlin fram till 1920.
Efter första världskrigets slut växlade han bana och åren 1922–1933 arbetade han som ledande film- och litteraturredaktör vid Frankfurter Zeitung som tidningens korrespondent i Berlin. Mellan 1923 och 1925 skrev han en uppsats med titeln Der Detektiv-Roman, i vilken han rannsakade sig själv kring det moderna samhällets vardagliga företeelser.
År 1930 publicerade Kracauer Die Angestellten, en kritisk granskning av livsstilen och kulturen hos den nya medelklassen. Andligt hemlösa, och skilda från hävd och tradition, sökte dessa tillflykt i den nya distraherande nöjesindustrin. Det kunde noteras att många av dessa ur lägre medelklassen var snabba att ansluta sig till nazismen, tre år senare.
Kracauer blev alltmer kritisk mot kapitalismen (efter att ha läst verk av Karl Marx) och bröt sig så småningom loss från Frankfurter Zeitung. Efter maktövertagandet av nazisterna i Tyskland 1933, flyttade han till Paris, och 1941 emigrerade han till USA.
Från 1941 till 1943 arbetade Kracauer på Museum of Modern Art i New York, med stöd av Guggenheim- och Rockefeller-stipendier för sitt arbete om tysk film. Han publicerade boken From Caligari to Hitler: A Psychological History of the German Film (1947), som härleder födelsen av nazismen filmen i Weimarrepubliken och hjälper till att lägga grunden för modern filmkritik.
År 1960 utgav han Theory of Film: The Redemption of Physical Reality, som hävdade att realismen är den viktigaste funktionen hos filmen. Under de sista åren av sitt liv arbetade Kracauer som sociolog för olika institut, bland dem i New York som chef för forskning för tillämpad samhällsvetenskap vid Columbia University.